# Rick Veitch
Pour les articles homonymes, voir Veitch.
Rick Veitch, né le 7 mai 1951, est un auteur américain de bande dessinée.

## Biographie

### Débuts
Rick Veitch naît le 7 mai 1951. Il grandit à Bellows Falls dans le Vermont. Bien que l'environnement de cette petite ville soit peu propice à la création artistique, Rick Veitch dessine dès le plus jeune âge et en 1969 au lycée il fait publier un strip, en collaboration avec son frère Tom, intitulé Crazy Mouse dans le journal de l'établissement. Tom à New-York fait a connaissance de Greg Iron, auteur de comics underground comme Light Comix. Ensemble ils créent The Legion of Charlie. Rick Veitch part alors à New-York, rencontre Greg Iron et commence à dessiner un comics intitulé Two-Fisted Zombies. Tom montre ces premières pages à Ron Turner qui dirige la maison d'édition underground Last Gasp. Pendant neuf mois Rick Veitch dessine cette histoire sur des scénarios de son frère et en 1973 il est publié dans All New Uderground Comics chez Last Gasp. Cependant sa carrière de dessinateur connaît un arrêt brusque peu de temps après. Sa fiancé tombe enceinte. Il fuit alors en Californie avant de revenir quelques mois plus tard. Il épouse sa fiancé et pour subvenir aux besoins de sa jeune famille travaille dans une usine qui produit des poêles à bois. Au bout de cinq ans, il décide d'arrêter ce travail et de prendre des cours de dessins. Il entre alors à l'école de Joe Kubert qui vient juste d'ouvrir et touche une bourse qui lui permet de faire vivre sa famille pendant ses années d'études. Là, comme tous les étudiants de l'école, il dessine des histoires courtes publiées par DC Comics en complément de Sgt. Rock dessiné par Kubert. Après ses études Rick Veitch s'installe avec Tom Yeates, John Totleben et Steve Bissette, qui étaient aussi à l'école de Kubert, pour former le Flying Dutchman Studios. Il dessine alors un peu pour Heavy Metal puis pour le magazine Epic édité par Marvel Comics. Il est aussi l'assistant de Al Williamson. C'est durant cette période qu'il divorce de sa première femme et rencontre celle qui sera sa seconde épouse. Il réalise plusieurs romans graphiques, Abraxas and the earthman et Heartburst. Avec Steve Bissette, il adapte ensuite le film 1941 de Steven Spielberg

### DC Comics
Lorsque Steve Bissette et John Totleben reprennent la série Swamp Thing, il aide Bissette qui a du mal à tenir les délais. Finalement il devient le dessinateur de la série puis prend la suite d'Alan Moore au scénario de Swamp Thing. Il reste à ce poste jusqu'au numéro 88. Veitch était en produire un récit qui voyait le personnage de Swamp Thing voyager dans le temps. Durant ces pérégrinations il arrive en Judée lors de la crucifixion du Christ. Le récit, bien qu'accepter par Karen Berger, responsable éditoriale de Vertigo et par Dick Giordano est refusé par la direction de DC et Rick Veitch est licencié alors que cette censure est abordée par des médias comme MTV, le Wall Street Journal ou le Time. C'est peu après son licenciement que la femme de Rick Veitch accouche.

### Indépendants
Il est alors contacté par Peter Laird pour réaliser une mini-série avec les Tortues Ninja. Il auto-édite ensuite le recueil de sa série The One avec l'aide de Dave Sim, le créateur de Cerebus. Avec Laird et Kevin Eastman il participe à la création de la maison d'édition Tundra où il publie Bratpack. Il crée ensuite la série Maximortal. Il crée ensuite son propre comics Roarin' Rick's Rare Bit Friends' dream. Il travaille avec Alan Moore sur le personnage de Greyshirt publié dans l'anthologie Twomorrow stories.

### Aardvark-Vanaheim
- Cerebus #126, 137, 180–182 (scénariste et dessinateur) (1989–1994)

### Awesome Comics
- Supreme #49–51, 52a, 52b, 54, 56 (1997–1998)
- Supreme: The Return #3–6 (1999–2000)

### DC Comics
- 9-11: The World's Finest Comic Book Writers & Artists Tell Stories to Remember, Volume Two (scénario d'une des histoires de cette anthologie) (2002)
- Aquaman vol. 5 #1–12 (scénariste) (2003–2004)
- Aquaman Secret Files 2003 #1 (scénariste) (2003)
- DC Comics Presents #85, 97 (dessinateur) (1985–1986)
- DC Special Series #13 (scénariste/dessinateur) (1978)
- G.I. Combat #218 (encreur) (1980)
- JLA #77 (scénariste) (2003)
- JLA/JSA Secret Files & Origins #1 (scénariste) (2003)
- Jonah Hex #53–54 (dessinateur) (1981)
- Mystery in Space #117 (dessinateur) (1981)
- Question vol. 2 #1–6  (scénariste) (2005)
- Saga of the Swamp Thing #31, 37 (dessinateur) (1984–1985)
- Secret Origins vol. 2 #23 (scénariste) (1988)
- Sgt. Rock #311, 316, 320–321, 329–330, 332–335, 338–339, 347, 355–356 (artist); #320, 330, 332–333 (scénariste/dessinateur) (1977–1981)
- Swamp Thing vol. 2 #50–52, 54–59, 61, 63–64 (dessinateur); #62, 65–76, 79–82, Annual #3 (scénariste/dessinateur); #83–87 (scénariste) (1986–1989)

#### America's Best Comics
- ABC: A-Z, Greyshirt and Cobweb #1 (scénariste/dessinateur) (2006)
- ABC: A-Z, Top 10 and Teams #1 (dessinateur) (2006)
- Greyshirt: Indigo Sunset #1–6 (scénariste/dessinateur) (2001–2002)

- Tomorrow Stories #1–12 (dessinateur) (1999–2002)
- Tomorrow Stories Special #1–2 (dessinateur) (2006)

#### Vertigo
- Army@Love #1–12 (scénariste/dessinateur) (2007–2008)
- Army@Love vol. 2 #1–6 (scénariste/dessinateur) (2008–2009)
- Can't Get No graphic novel (scénariste/dessinateur) (2006)  (ISBN 978-1401210595)
- Le Soldat Inconnu vol. 4 #21 (dessinateur) (2010)

### Eclipse Comics
- Bedlam #1–2 (scénariste/dessinateur) (1985)
- Miracleman #9–10 (dessinateur) (1986)

### HM Communications
- 1941, the Illustrated Story graphic novel (dessinateur) (1979)  (ISBN 0930834089)
- Heavy Metal #v3 #1, 9; #v4 #4–5, 8–9, 11; #v7 #3 (scénariste/dessinateur) (1979–1983)

### Image Comics
- 1963 #1, 3, 5–6 (dessinateur) (1993)
- The Big Lie #1 (2011)

### King Hell Press
- Abraxas And The Earthman graphic novel (scénariste/dessinateur) (2006)  (ISBN 978-0962486487)
- Bratpack #1–5 (scénariste/dessinateur) (1990–1991)
- Bratpack / Maximortal Super Special #1–2 (scénariste/dessinateur) (1996–1997)
- The Dream Art Of Rick Veitch
  - Volume 1: Rabid Eye graphic novel (scénariste/dessinateur) (1996)  (ISBN 978-0962486418)
  - Volume 2: Pocket Universe graphic novel (scénariste/dessinateur) (1996)  (ISBN 978-0962486425)
  - Volume 3: Crypto Zoo graphic novel (scénariste/dessinateur) (2004)  (ISBN 978-0962486463)
- The Maximortal #1–7 (scénariste/dessinateur) (1992–1993)
- The One: The Last Word In Superheroics roman graphique (scénariste/dessinateur) (2003)  (ISBN 978-0962486456)
- Roarin' Rick's Rare Bit Fiends #1–21 (scénariste/dessinateur) (1994–1996)
- Shiny Beasts graphic novel (scénariste/dessinateur) (2007)  (ISBN 978-0962486494)

### Last Gasp
- Two-Fisted Zombies #1 (1973) (scénariste/dessinateur)

### Marvel Comics
- Amazing Adventure #1 (dessinateur) (1988)
- Captain America vol. 3 #50 (dessinateur) (2002)
- Epic Illustrated #1 (coloriste), #2 (scénariste), #4–6, 8, 10–17, 19, 25, 28–29 (scénariste/dessinateur), #34 (dessinateur) (1980–1986)
- Marvel Graphic Novel #10 "Heartburst" (scénariste/dessinateur) (1984)  (ISBN 9780939766826)
- Marvel Preview #18 (encreur) (1979)
- Marvel Super Special #16 (lettreur) (1980)
- The One #1–6  (scénariste/dessinateur) (1985–1986)
- Timespirits #4 (dessinateur) (1985)
- What If: Daredevil #1 (scénariste) (2006)

### Maximum Press
- Supreme #43–48 (dessinateur) (1996–1997)

### Spiderbaby Grafix & Publications
- Taboo #3 (1989)

## Prix et récompenses
- 2000 : Prix Eisner de la meilleure anthologie pour Tomorrow Stories (avec Alan Moore, Kevin Nowlan, Melinda Gebbie et Jim Baikie)